# Jarcewo (Kraj Krasnojarski)
Jarcewo (ros. Ярцево) – wieś (sieło) w Rosji, w Kraju Krasnojarskim, w rejonie jenisejskim. W 2021 liczyła 1139 mieszkańców.